# Chiesa di Santa Giulia (Pian Camuno)
La chiesa di Santa Giulia si trova nel territorio del comune di Pian Camuno, in provincia e diocesi di Brescia; fa parte della zona pastorale della Bassa Val Camonica.

## Storia e descrizione
La chiesa sorge ai margini occidentali del centro abitato.
Del fabbricato originale rimangono solamente l'abside e tracce dei muri occidentali e meridionali, ora inglobati in una costruzione più recente.
La struttura è a navata unica con un presbiterio rettangolare, fiancheggiata da una piccola sacrestia.
La prima attestazione della sua esistenza risale al 1180, che conferma il nome di un sacerdote officiante, ed è dipendente pastoralmente dalla pieve di Rogno.
Nel corso del XV secolo la struttura viene ampliata e l'orientamento, prima verso est, viene mutato.
Nel 1567 il vescovo di Brescia Bollani sancisce il passaggio alla parrocchia di Pian Camuno della chiesa.
Negli anni 1976-77 la struttura viene restaurata e l'affresco della Madonna con Gesù, prima all'esterno, viene collocato all'interno.